# ميلان أوستيرتس
ميلان أوستيرتس (سلوفينية: Milan Osterc؛ مواليد 4 يوليو 1975) هو لاعب كرة قدم سلوفيني معتزل كان يجيد اللعب كمهاجم. بدأ مسيرته الرياضية في نادي فيرجي. لعب أوستيرتس 44 مباراة مع سلوفينيا وشارك في بطولة أمم أوروبا 2000 وكأس العالم 2002.

## الأهداف الدولية
نتائج وحصائل سلوفينيا من الأهداف تأتي أولاً.
| # | التاريخ        | المكان                           | الخصم    | النتيجة | الحصيلة | المنافسة                                |
| - | -------------- | -------------------------------- | -------- | ------- | ------- | --------------------------------------- |
| 1 | 8 فبراير 1999  | مجمع السلطان قابوس الرياضي، مسقط | عمان     | 1–0     | 7–0     | مباراة ودية                             |
| 2 | 8 فبراير 1999  | مجمع السلطان قابوس الرياضي، مسقط | عمان     | 3–0     | 7–0     | مباراة ودية                             |
| 3 | 8 فبراير 1999  | مجمع السلطان قابوس الرياضي، مسقط | عمان     | 4–0     | 7–0     | مباراة ودية                             |
| 4 | 8 فبراير 1999  | مجمع السلطان قابوس الرياضي، مسقط | عمان     | 6–0     | 7–0     | مباراة ودية                             |
| 5 | 18 أغسطس 1999  | ملعب بيجيغراد، ليوبليانا         | ألبانيا  | 2–0     | 2–0     | تصفيات بطولة أمم أوروبا لكرة القدم 2000 |
| 6 | 3 سبتمبر 2000  | سفانغاسكارد، توفتير              | جزر فارو | 2–0     | 2–2     | تصفيات كأس العالم لكرة القدم 2002       |
| 7 | 1 سبتمبر 2001  | ملعب بيجيغراد، ليوبليانا         | روسيا    | 1–0     | 2–1     | تصفيات كأس العالم لكرة القدم 2002       |
| 8 | 10 نوفمبر 2001 | ملعب بيجيغراد، ليوبليانا         | رومانيا  | 2–1     | 2–1     | تصفيات كأس العالم لكرة القدم 2002       |

## روابط خارجية
- ميلان أوستيرتس على موقع الاتحاد الدولي (مؤرشف)  (الإنجليزية)
- ميلان أوستيرتس على موقع اتحاد تركيا (لاعب) (الإنجليزية)
- ميلان أوستيرتس على موقع قاعدة بيانات كرة القدم.إي يو (الإنجليزية)
- ميلان أوستيرتس على موقع ناشيونال فوتبول تيمز (الإنجليزية)
- ميلان أوستيرتس على موقع Soccerway.com (الإنجليزية)
- ميلان أوستيرتس على موقع عالم كرة القدم.نت (الإنجليزية)